# Vladislav Galyanov
Vladislav Galyanov (né le 9 mars 1995 à Tachkent) est un coureur cycliste ouzbek.

## Biographie
Vladislav Galyanov commence le cyclisme à l'âge de 14 ans, et fait ses classes au sein de l'équipe nationale d'Ouzbékistan. En 2013, en catégorie juniors, il termine cinquième du championnat d'Asie sur route, et participe aux championnats du monde de Florence, où il se classe 91e de la course en ligne, à plus de 10 minutes du vainqueur Mathieu van der Poel.
Au cours de l'année 2014, il termine cinquième du championnat d'Ouzbékistan et quatorzième du championnat d'Asie espoirs. Avec la sélection nationale, il participe à plusieurs compétitions du calendrier UCI en Asie. L'année suivante, il se classe deuxième du championnat d'Ouzbékistan du contre-la-montre espoirs et quatrième du championnat d'Asie sur route espoirs.
En 2016, il fait le choix de rejoindre le Cycle Poitevin, en France. Évoluant en deuxième catégorie, il obtient deux victoires, et réalise quatre podiums. Sur des épreuves de première catégorie, il est notamment deuxième de la Nocturne de Chauvigny, cinquième du Prix Gérard-Gautier, sixième du Grand Prix de Chasseneuil-du-Poitou et septième du Grand Prix du Pays Mareuillais. En 2017, il est recruté par le club U Cube 17.

## Palmarès
- 2015
  - 2e du championnat d'Ouzbékistan du contre-la-montre espoirs

## Classements mondiaux
| Année         | 2014 | 2015 |
| ------------- | ---- | ---- |
| UCI Asia Tour | 263e | 135e |